# Marcello Catalano (naturalista)
Marcello Catalano (Milano, 28 luglio 1975) è un naturalista italiano specializzato in piante carnivore.
In seguito a questo interesse, cominciato nel 1985, Catalano ha fondato l'Associazione Italiana Piante Carnivore (A.I.P.C.) alla fine degli anni novanta.
Dal 2000 al 2004 ha lavorato come giardiniere ai Royal Botanic Gardens di Kew, ai Royal Botanic Gardens di Sydney, all'Orto botanico di Pavia e a Borneo Exotics, un vivaio specializzato nel genere carnivoro Nepenthes e ubicato nello Sri Lanka. Nel 2005 Catalano ha pubblicato Coltivare le Piante Carnivore, il primo libro italiano su questo argomento, seguito nel 2009 dalla versione inglese intitolata Growing Carnivores — an Italian perspective (la prefazione ad entrambi i libri è di Rocco Tanica). 
Dal 2004 Catalano ha focalizzato il suo interesse sulle specie di Nepenthes dell'Indocina e nel 2010 ha pubblicato la monografia Nepenthes della Thailandia, dove ha descritto 5 nuovi taxa: N. andamana, N. chang, N. kerrii, N. suratensis e N. mirabilis var. globosa. Con Trongtham Kruetreepradit, Catalano ha descritto N. rosea nel 2014, N. kongkandana nel 2015, N. tayninhensis nel 2017 e N. orbiculata nel 2018.
Invitato in qualità di esperto di piante carnivore, ha partecipato ad alcuni programmi televisivi come Buona Domenica, Geo & Geo, Oasi, Vivere Bene, Verde Mattina e L'eredità.
| M.Catal. è l'abbreviazione standard utilizzata per le piante descritte da Marcello Catalano. Consulta l'elenco delle piante assegnate a questo autore dall'IPNI. |